# Younger (serie televisiva)
Younger è una sitcom statunitense ideata da Darren Star (già produttore di serie TV come Sex and the City e Beverly Hills 90210), basata sull'omonimo romanzo della scrittrice Pamela Redmond Satran, e prodotta dal 2015 al 2021 per sette stagioni. L’emittente TV Land ha trasmesso le prime sei stagioni, mentre la settima è stata distribuita dalla piattaforma Paramount+.
In Italia è andata in onda sul canale satellitari Fox Life dal 21 febbraio 2017. Le ultime tre stagioni sono ancora inedite.

## Trama

### Prima stagione
La protagonista è Liza, una madre quarantenne separata in cerca di un lavoro, stanca della sua vita. Cercando di dare una svolta alla sua esistenza nonostante la sua età, la donna decide di cambiare aspetto e di iniziare a vivere come una venticinquenne agli inizi della sua carriera, mentendo sulla sua vera età, senza abbandonare il ruolo di perfetta madre di periferia. Così trova un posto di lavoro come assistente nella casa editrice più importante di New York e inizia una nuova vita piena di avventure al fianco delle sue amiche Kelsey e Maggie. Inizierà una relazione con Josh. Lavorerà con Diana e Charles presso la casa editrice.

### Seconda stagione
La figlia di Liza torna dall'India, e una sera si fa fare un tatuaggio da Josh. Liza, scoperto l'accaduto, rompe con Josh. Kelsey ottiene un ruolo molto importante presso la casa editrice, mentre Liza si avvicina a Charle, ma si rimette con Josh. Liza scopre che Thad, fidanzato di Kelsey, la tradisce. Tuttavia lo scopre solamente durante la loro festa di fidanzamento. Infatti Thad arriva a chiedere a Kelsey di sposarlo. Liza ne parla con Thad, ma questo viene colpito da una trave e muore. A consolare Kelsey c'è però il fratello gemello di Thad. Nel frattempo il segreto di Liza abbandona la Empirical. Comunque Charles riesce a convincere Liza a restare a lavorare presso la casa editrice, per poi sorprenderla con un bacio inaspettato.

### Terza stagione
Caitlin torna al college e Liza combatte con i suoi sentimenti per Josh e Charles. Il segreto di Liza è successivamente minacciato dal portatile di Thad e dal fatto che Kelsey possa scoprire la verità. Un multimilionario della Silicon Valley investe nell’Empirical. Liza si unisce così al team dell’Empirical per salvare una libreria della sua città natale. Kesley torna invece a frequentare uomini per la prima volta, dopo la morte del fidanzato. Un nuovo investitore dell’Empirical cerca di convincere Liza a firmare con alcune star di Youtube, forzandola, in questo modo, a fare da ponte per il nuovo millennio sia al lavoro che nella vita privata. Tuttavia il nuovo investitore viene allontanato. Kelsey inizia a frequentare un ragazzo semi-perfetto, ma Liza e Lauren sono preoccupate per l'amica, la quale alla fine lascia il ragazzo scoprendo che vive lontano. Josh nel frattempo mette la sua relazione con Liza a microscopio, durante un party di medici. Incuriosite, Liza e Kelsey cercano di scoprire chi si nasconde dietro lo pseudonimo di un autore di un romanzo erotico. Dopo aver scoperto la verità, Liza e Kelsey diffondono il romanzo per salvare la Empirical, cercando però di mantenere segreta l’identità del loro autore, nonostante un meeting erotico stesse per rivelare il tutto. Liza finalmente ufficializza il divorzio con David, ma prima di firmare l'ultima carta finisce in ospedale durante un incidente sul lavoro. In ospedale Liza si rende conto di amare Josh ma di provare ancora sentimenti per Charles. David fa visita a Liza, la quale gli rivela i suoi sentimenti scambiandolo per Charles. Alla fine Josh vede Liza baciarsi con Charles, proprio prima di un'annullata proposta di matrimonio. Ad un incontro con una possibile nuova scrittrice, a cui prendono parte Liza e Kelsey, David rivela i suoi sentimenti per Liza, la quale lo rifiuta e prende atto di amare Josh, ma questo non è pronto a perdonarla. Kelsey abbandona la casa di Lauren, in quanto questa aveva invitato a vivere con lei il suo fidanzato medico. Kelsey rompe con il suo nuovo ragazzo, e si trasferisce a vivere con Liza e Maggie. Liza rivela quindi tutte le sue bugie a Kelsey.

### Quarta stagione
Kelsey non perdona le bugie di Liza, e lascia l'appartamento di Liza e Maggie. Nasconde sia a Lauren che a Liza il suo nuovo indirizzo. Nonostante il patto di Liza per il nuovo libro, Kelsey sfrutta la situazione, e fa in modo che lei e Liza possano prendere parte ad eventi importanti. Nel frattempo Charles rifiuta un'importante offerta. Kelsey inoltre evita che Liza dica tutta la verità a chiunque altro, per evitare il fallimento della Millennial. Kelsey incontra Josh in un bar: sono i soli a sapere tutta la storia di Liza, e ne soffrono le conseguenze. Nonostante Kelsey voglia aiutare Liza, invitandola a non dire nulla a nessuno e rendendo la sua bugia una nuova verità creandole una vita nuova su internet, neanche lei è in grado infatti di perdonare Liza. Alla fine Kelsey, avendo il telefono scarico, usa l'uber personale di Lauren per tornare a casa, e Lauren e Liza scoprono dove ora Kelsey vive: l'appartamento di Josh, il quale le consegna una copia delle chiavi e la chiama definitivamente coinquilina. I due sono insieme in riabilitazione da Liza. Liza nel frattempo trova un lavoro importante grazie a Jay Mallick, il quale però non approva il fatto che Liza sia madre. Lauren non approva la relazione tra Kelsey e Josh, che i due considerano come una grande amicizia, ma che a suo parere sfocia in una vera e propria relazione. Alla fine Kelsey e Josh ne discutono e chiariscono tutto. Liza conosce un uomo che lavora presso un'altra casa editrice, si incontrano spesso, lui è l'unico a sapere il segreto di Liza, e la aiuta spesso a raccontare bugie: i due iniziano una relazione. Nel frattempo Liza collabora nella realizzazione di un libro con un'autrice, ovvero la moglie di Charles, Pauline, e dopo più di un anno di assenza la donna ritorna, grazie a Liza, a casa di Charles, nella stanza degli ospiti, per stare accanto alle figlie. Charles riprende quindi una difficile relazione con la moglie Pauline, Liza ha una relazione con un uomo particolarmente buono chiamato Jay, mentre Josh vive una relazione travagliata. Infatti la stessa Liza avvicina Josh con una ragazza di origini irlandesi, Clare: i due si innamorano. Alla fine però la ragazza deve tornare in Irlanda a causa dello scadere del permesso di soggiorno. Lauren, dopo aver perso il lavoro, si trasferisce a vivere con Kelsey e Josh, e spinge Josh a raggiungere la sua amata in Irlanda: viene poi raggiunto da Liza e Maggie per il suo matrimonio. Josh però dimostra di provare ancora dei sentimenti per Liza, mentre Maggie trascorre del tempo con la madre vedova di Clare. Grazie a questo matrimonio improvvisato, Josh e la ragazza possono infatti vivere felici insieme a New York. Diana nel frattempo chiude definitivamente il suo rapporto con un uomo che evidentemente si è dimostrato fin troppo irresponsabile. La serie si conclude con le promesse di matrimonio di Josh e di Clare.

## Personaggi e interpreti

### Personaggi principali
- Liza Miller (stagioni 1-7), interpretata da Sutton Foster, doppiata da Sabrina Duranti.
Madre quarantenne che si spaccia per ventiseienne per ottenere un lavoro.
- Maggie Amato (stagioni 1-7), interpretata da Debi Mazar, doppiata da Tatiana Dessi.
Migliore amica di Liza, la ospita a casa sua dopo il divorzio di quest'ultima. Si tratta di un'artista lesbica.
- Diana Trout (stagioni 1-7), interpretata da Miriam Shor, doppiata da Alessandra Cassioli.
Capo di Liza, donna single di 43 anni - sebbene dica di averne 41 -, innamorata di Charles.
- Josh (stagioni 1-7), interpretato da Nico Tortorella, doppiato da Daniele Raffaeli.
Giovane fidanzato di Liza, possiede un negozio di tatuaggi.
- Kelsey Peters (stagioni 1-7), interpretata da Hilary Duff, doppiata da Letizia Scifoni.
Giovane collega di Liza, ha una relazione con Thad.
- Charles Brooks (ricorrente stagione 1, stagioni 2-7), interpretato da Peter Hermann, doppiato da Alberto Angrisano.
Proprietario dell'Empirical, uomo single innamorato di Liza.
- Lauren Heller (ricorrente stagione 1, stagioni 2-7), interpretata da Molly Bernard, doppiata da Joy Saltarelli.
Amica di Kelsey, diventa amica anche di Liza e ha per un breve periodo una relazione con Maggie.
- Zane Anders (ricorrente stagione 4, stagioni 5-7), interpretato da Charles Michael Davis, doppiato da Gianluca Cortesi.
Un editore che inizia una relazione con Kelsey.

### Personaggi ricorrenti
- Thad Weber (stagioni 1-2), interpretato da Dan Amboyer, doppiato da Raffaele Carpentieri.
Fidanzato di Kelsey nelle prime due stagioni.
- Chad Weber (guest stagione 1, stagione 2), interpretato da Dan Amboyer.
Fratello gemello di Thad che in seguito alla morte di quest'ultimo inizia a corteggiare Kelsey.
- Caitlin Miller (stagioni 1-in corso), interpretata da Tessa Albertson, doppiata da Ludovica Bebi.
Figlia di Liza, dopo un viaggio in India inizia a frequentare il college.
- Anton Björnberg (stagione 1), interpretato da Thorbjørn Harr.
Autore che ha lavorato per la Empirical nella prima stagione.
- David Miller (stagione 1-in corso), interpretato da Paul Fitzgerald.
Marito e successivamente ex-marito di Liza.
- Gabe (stagione 1-in corso), interpretato da, Jon Gabrus.
Amico nonché coinquilino di Josh.
- Roman (stagione 1-in corso), interpretato da Jake Choi, doppiato da Marco Barbato.
Amico nonché coinquilino di Josh e Gabe.
- Denise Heller (stagioni 1-2, guest stagione 3), interpretata da Kathy Najimy.
La madre di Lauren.
- Redmond (stagioni 2-4), interpretato da Michael Urie, doppiato da Marco Barbato.
Un fiammeggiante scrittore manager oltre ad essere un'icona dei social media.
- Bryce Reiger (stagione 2), interpretato da Noah Robbins.
Un milionario di 20 anni che si interessa alla Empirical.
- Max Horowitz (stagioni 3-4), interpretato da Ben Rappaport.
Affascinante dottore che Lauren incontra nella terza stagione e con il quale avrà una relazione. I due, successivamente, si lasceranno.
- Colin McNichol (stagione 3, guest stagione 4), interpretato da Jay Wilkison.
Aspirante scrittore con cui Kelsey si lega durante la terza stagione per superare la morte di Thad.
- Dr. Richard Caldwell (stagioni 3-in corso), interpretato da Mather Zickel.
Terapista che Diana incontra nella terza stagione. Dopo varie litigate di partenza appena conosciuti, iniziano una relazione nel finale della stessa stagione.
- Montana Goldberg / Amy (stagione 4), interpretata da Meredith Hagner.
Una barista, amica di Maggie. Inizia a lavorare come assistente di quest'ultima e stringe un legame di amicizia con Josh.
- Jay Malick (stagione 4), interpretato da Aasif Mandvi.
Un uomo che stringe amicizia con Liza dopo aver scoperto il suo segreto.
- Lachlan Flynn (stagione 4), interpretato da Burke Moses.
Un romanziere che fa da spia all'interno della Empircal, diventando il motivo della lite tra Kelsey e Zane.
- Pauline Turner-Brooks (stagioni 4-in corso), interpretata da Jennifer Westfeldt.
L'ex moglie di Charles con il quale ha due figlie; crede ingenuamente che possano tornare insieme.
- Clare (stagioni 4-in corso), interpretata da Phoebe Dynevor.
Una ragazza irlandese che inizia una relazione con Josh sotto consiglio di Liza dopo la rottura di quest'ultimi. I due si sposeranno nel finale della quarta stagione.

### Guest star
- Cheryl Sussman (stagioni 1-2), interpretata da Martha Plimpton.
Scopre il segreto di Liza e cerca in tutti i modi di farlo venire fuori.
- Edward L.L. Moore (stagioni 2-3), interpretato da Richard Masur.
Scrittore di successo della saga letteraria La valle dei re, fortunatissima serie di romanzi dell'Empirical Press.
- Dr. Jane Wray (stagioni 2-3), interpretata da Camryn Manheim.
Una terapista di successo.
- Belinda Lacroix (stagione 4), interpretata da Lois Smith.
Scrittrice.

## Episodi
| Stagione         | Episodi | Prima TV USA | Prima TV Italia |
| ---------------- | ------- | ------------ | --------------- |
| Prima stagione   | 12      | 2015         | 2017            |
| Seconda stagione | 12      | 2016         | 2017            |
| Terza stagione   | 12      | 2016         | 2018            |
| Quarta stagione  | 12      | 2017         | 2018            |
| Quinta stagione  | 12      | 2018         | inedita         |
| Sesta stagione   | 12      | 2019         | inedita         |
| Settima stagione | 12      | 2021         | inedita         |

## Produzione
Nell'agosto del 2013, il produttore statunitense Darren Star annuncia ufficialmente di essere al lavoro con un nuovo progetto intitolato Younger, basato sull'omonimo romanzo di Pamela Redmond Satran, approvato dal canale tv statunitense TV Land. Nel febbraio 2014, viene confermata la partecipazione delle tre attrici protagoniste Sutton Foster, Hilary Duff e Miriam Shor per l'episodio pilota e due mesi dopo, TV Land annuncia ufficialmente di avere ordinato la produzione di dodici episodi della nuova serie. Inizialmente, il debutto in tv di Younger era stato previsto per l'autunno del 2014. Il 2 ottobre 2014, il primo trailer ufficiale della serie tv viene pubblicato sul canale YouTube di TV Land.
La serie è stata rinnovata il 21 aprile 2015 per una seconda stagione, sempre composta da 12 episodi, che è stata trasmessa a partire dal 13 gennaio 2016.
La serie è stata rinnovata il 6 gennaio 2016 per una terza stagione, sempre composta da 12 episodi, che è stata trasmessa a partire dal 28 settembre 2016.
La serie è stata rinnovata il 14 giugno 2016 per una quarta stagione, sempre composta da 12 episodi, che è stata trasmessa a partire dal 28 giugno 2017.
La serie è stata rinnovata il 20 aprile 2017 per una quinta stagione, sempre composta da 12 episodi.
La serie è stata rinnovata il 5 giugno 2018 per una sesta stagione, sempre composta da 12 episodi.
La serie è stata rinnovata il 24 luglio 2019 per una settima stagione, sempre composta da 12 episodi. Il 19 agosto 2020 è stato confermato da Hilary Duff che sarà l'ultima stagione della serie.

## Spin-off cancellato
A maggio 2020 è stato confermato che ViacomCBS e Darren Star svilupperanno una serie spin-off che ruoterà attorno al personaggio di Kelsey Peters, avente dunque Hilary Duff come protagonista. In seguito, il progetto è stato abbandonato.

## Adattamenti
Il canale JTBC trasmetterà l'adattamento sudcoreano di Younger nel 2020: sarà diretto da Kim Seong-yoon.
Endemol Shine China and Huace Group produranno l'adattamento cinese di Younger: sarà costituita da 40 episodi di 45 minuti.